# Hauptsache verliebt
Hauptsache verliebt (Originaltitel: I Could Never Be Your Woman) ist eine romantische Filmkomödie aus dem Jahr 2007 mit Michelle Pfeiffer in der Hauptrolle. Regie führte Amy Heckerling, die auch das Drehbuch schrieb.

## Handlung
Die 40-jährige Rosie ist Fernsehproduzentin und alleinerziehende Mutter der 14-jährigen Tochter Izzie. Ihr Mann hatte sie wegen einer jüngeren Frau verlassen und ist nun selber im Jugendwahn, weshalb er sich wie ein Jugendlicher kleidet und ständig neuen Schönheitsoperationen unterzieht. Ihre Tochter hat Liebeskummer, weil sich ihr Klassenkamerad Dylan nicht für sie interessiert. Ihre Sekretärin Jeannie versucht Rosie hinter ihrem Rücken bei jeder Gelegenheit schlecht zu machen. Als ihre TV-Serie, die Seifenoper You Go Girl, an Einschaltquoten verliert, entscheidet ihr Chef Marty, dass sie alle kontroversen Themen aus der Serie streichen soll. Auf der Suche nach einem neuen Schauspieler für die Serie veranstaltet sie ein Casting, bei dem der 29-jährige Adam ausgewählt wird. Sie geht auf Adams Avancen ein und verabredet sich eines Abends mit ihm zu einem Date, wobei beide anfangs nicht ihr richtiges Alter angeben. Rosie behauptet zunächst, 37 Jahre alt zu sein und Adam gibt sein Alter mit 32 Jahren an. Aus dem Treffen entwickelt sich eine Affäre. Rosie hat Probleme mit dem tatsächlichen Altersunterschied der beiden, Adam sieht darin jedoch kein Problem.
Durch hinterlistige Aktionen von Rosies Sekretärin Jeannie, die versucht, Adam eine Affäre mit der Schauspielerin Brianna anzudichten, wird die Eifersucht bei Rosie geweckt. Eines Tages erklärt ihr Marty, dass ihre Serie You Go Girl abgesetzt wird und sie somit ihren Job verliert. Stattdessen planen die Programmmanager auf dem freiwerdenden Sendeplatz eine neue Sitcom mit dem Titel The Shizzle zu senden, dessen Hauptdarsteller Adam sein soll. Adam besteht jedoch darauf, dass das gesamte ehemalige Autoren-Team von You Go Girl an der neuen Sendung mitarbeitet. Marty ruft daraufhin Rosie an und bietet ihr an, dass sie die Chefredaktion von The Shizzle übernimmt. Rosie lehnt das Angebot zunächst ab. Erst, als sie hinter die Intrigen von Jeannie kommt und ihr klar wird, dass Adam tatsächlich niemals etwas mit Brianna hatte, nimmt sie das Angebot für den neuen Job an. Rosie und Adam sind schließlich miteinander glücklich und auch Tochter Izzie kommt am Ende mit ihrem Klassenkameraden Dylan zusammen.

## Soundtracks
| Nr. | Titel                           | Interpret             |
| --- | ------------------------------- | --------------------- |
| 1.  | All Grown Up                    | The Crystals          |
| 2.  | Ocean                           | Sebadoh               |
| 3.  | Close to Me (Closest Mix)       | The Cure              |
| 4.  | Brandy (You’re a Fine Girl)     | ungenannt             |
| 5.  | Oops, I Did It Again            | Soundchoice           |
| 6.  | I Wanna Be Sedated              | Neven                 |
| 7.  | Twin Cinema                     | The New Pornographers |
| 8.  | I Wish I Looked a Little Better | ungenannt             |
| 9.  | Brandy (You’re a Fine Girl)     | The Looking Glass     |
| 10. | Without Me                      | British Beef          |
| 11. | Have I the Right                | The Honeycombs        |
| 12. | I Wanna Be Sedated              | Neven                 |
| 13. | Friday I’m in Love              | The Cure              |
| 14. | Let’s Go All the Way            | Insane Clown Posse    |
| 15. | Switch                          | Will Smith            |
| 16. | Lovesong                        | The Cure              |
| 17. | Pictures of Matchstick Men      | Ollie Gunderson       |
| 18. | Your Woman                      | White Town            |
| 19. | Why Can’t I Be You              | The Cure              |
| 20. | Stay with Me                    | Finch                 |
| 21. | Love My Way                     | ungenannt             |
| 22. | You Go Girl                     | Jess Bailey           |
| 23. | What’s My Age Again?            | Blink-182             |
| 24. | A Million Ways                  | OK Go                 |
| 25. | Alone Again (Naturally)         | Gilbert O’Sullivan    |
| 26. | The Jessica Numbers             | The New Pornographers |
| 27. | Ironic                          | Saoirse Ronan         |
| 28. | Dammit                          | Blink-182             |
| 29. | Wouldn’t It Be Nice             | The Beach Boys        |

## Hintergrund
Hauptsache verliebt wurde in Los Angeles, an der Westridge School in Pasadena und in London gedreht. Die Dreharbeiten begannen am 1. August 2005 und endeten am 11. November 2005. Die Produktionskosten wurden auf rund 24 Millionen US-Dollar geschätzt. Der Film spielte in den Kinos weltweit rund 9,6 Millionen US-Dollar ein.
Der Film kam nur in wenigen Ländern in die Kinos, der erste Kinostart fand in Spanien am 11. Mai 2007 statt. Am 15. Juni 2007 wurde er beim Maui Film Festival vorgeführt. In den USA wurde der Film am 26. Februar 2008 auf DVD veröffentlicht, in Deutschland wurde er als Direct-to-DVD-Produktion vermarktet und erschien am 11. Dezember 2008.
Die ungewöhnlich geringe Anzahl an Kinovorführungen sind auf Interessenskonflikte verschiedener Beteiligter zurückzuführen. Regisseurin und Drehbuchautorin Amy Heckerling zählte die Erlebnisse an dem Projekt zu den frustrierendsten in ihrer 26-jährigen Karriere. So erklärte sie, dass sie wochenlang nach abgedrehten Szenen suchen musste, die das Filmstudio verloren hatte. Sie machte in erster Linie die Probleme mit dem Filmstudio Bauer Martinez Entertainment dafür verantwortlich, dass die Veröffentlichung im Kino scheiterte. Bauer Martinez plante den Eigenvertrieb des Films, war jedoch damit nicht erfolgreich. Als sich MGM bereit erklärte, den Vertrieb des Films zu übernehmen, wollte man jedoch die Kosten drücken und verlangte, dass die Gage von Michelle Pfeiffer nachverhandelt werden sollte. Martinez überredete Pfeiffer dazu, ihre Gage auf 1 Million US-Dollar zu drücken, die sie als Vorauszahlung auf 15 % der Bruttoeinnahmen erhalten würde. MGM sperrte sich jedoch dagegen und wollte nicht akzeptieren, dass Pfeiffer bereits Geld erhält, wenn das Studio selber noch keinen Gewinn gemacht hat. Trotz positiver Testvorführungen wurde die Veröffentlichung des Films von MGM zurückgestellt, am selben Tag war für Pfeiffer der Beginn einer Werbekampagne geplant. Im Januar 2007 platzte das Geschäft mit MGM und das Unternehmen Bauer Martinez hatte zu diesem Zeitpunkt 100 Millionen US-Dollar Schulden angesammelt, was einen Eigenvertrieb unmöglich machte. Es gab jedoch zahlreiche interessierte Studios – als diese jedoch erfuhren, dass Bauer Martinez die Rechte für das Free-TV und die DVD-Veröffentlichung bereits an The Weinstein Company verkauft hatten, zogen sich die interessierten Studios wieder zurück. Am Erwerb der Vertriebsrechte, die nur auf die Kinoveröffentlichung begrenzt ist, bestand kein Interesse mehr. Schließlich fand sich dann das Independent-Studio Freestyle Releasing, das mit finanzieller Unterstützung von Blue Rider Pictures eine Veröffentlichung in 1.200 US-Kinos für den Herbst 2007 plante. Auch dieser Plan scheiterte, wobei Blue Rider Pictures Pfeiffer die Schuld gab und Pfeiffer wiederum klarstellte, dass Martinez die Kinoveröffentlichung bereits aufgab und sowieso nicht genug Geld für die Werbung vorhanden war. Schließlich übte The Weinstein Company die Rechte für die DVD-Veröffentlichung aus und die Kinoveröffentlichung war damit begraben.
Neben Henry Winkler, der sich selbst spielt, haben auch einige britische und irische Komiker einen Gastauftritt, darunter David Mitchell, Mackenzie Crook, Graham Norton und Ed Byrne.
Norm MacDonald war ursprünglich als Rosies Ex-Ehemann Nathan vorgesehen. Dieser ließ sich nach eigener Aussage für seine Rolle einen buschigen Schnurrbart wachsen, den er jedoch auf Wunsch von Amy Heckerling wieder abrasieren sollte, woraufhin er das Filmprojekt verließ. Die Rolle wurde schließlich an Jon Lovitz vergeben.
Michelle Pfeiffers Charakter ist im Film 40 Jahre alt, während die Schauspielerin zum Zeitpunkt der Dreharbeiten 47 Jahre alt war. Paul Rudd war 36 Jahre alt und spielte einen 29-jährigen Schauspieler im Film. Stacey Dash, die eine jugendliche Schauspielerin im Film spielt, war zum Zeitpunkt der Dreharbeiten 40 Jahre alt.
Während der Dreharbeiten mit Michelle Pfeiffer in London wurde am 30. August 2005 ein luxuriöser Range-Rover im Wert von rund 90.000 US-Dollar vom Filmset in Camden Town gestohlen.
Der englische Originaltitel I Could Never Be Your Woman ist zugleich eine Zeile aus dem Musiktitel Your Woman von White Town, welcher in einer Szene des Films verwendet wurde. Weiterhin sind diverse Pop-Musiker im Soundtrack des Films zu hören.
Im englischen Originalton ist zu hören, wie Rosie beim Anblick der dünnen Barbie-Puppen der Tochter, die nackt übereinander gestapelt sind, sagt: „it looks like a concentration camp“ (dt. „sieht aus wie in einem Konzentrationslager“). In der deutschen Synchronisation ist an dieser Stelle „das hat irgendwie was Grauenvolles“ zu hören.

## Kritik
Das Lexikon des internationalen Films urteilt, Hauptsache verliebt sei eine „erfrischende romantische Komödie, die sich wohltuend außerhalb eingefahrener Spuren bewegt, hübsche Pointen setzt und ein Wiedersehen mit Michelle Pfeiffer innerhalb eines gut gelaunten Ensembles beschert.“
Cinema resümiert, der Film sei „nicht ganz rund, aber dank Rudd und Pfeiffer und bissigen Hieben auf den Jugendwahn ein charmanter Spaß. Fazit: Nix für Botoxfans: Lachfaltengefahr!“